# 細川成也
細川 成也（ほそかわ せいや、1998年8月4日 - ）は、神奈川県厚木市生まれ、茨城県北茨城市出身のプロ野球選手（外野手、内野手）。右投右打。中日ドラゴンズ所属。
現役ドラフト経験者で、初のベストナイン受賞、侍ジャパントップチームに選出された選手である。

## 経歴

### プロ入り前
神奈川県厚木市で出生後、茨城県北茨城市へ転居し、市立明徳小学校・磯原中学校を卒業した。小学3年生の時に中田翔に憧れ、「北茨城リトル」で野球を始める。
中学時代は北茨城市に隣接する福島県いわき市の「いわきリトルシニア」で外野手をしていたが、3年生の時に陸上部顧問の勧めでやり投に挑戦。わずか3か月の練習でジュニアオリンピックのジャベリックスロー（小中学生向けのやり投げ）種目へ出場したところ77.42 mの投擲で中学生記録を達成するとともに2位へ入った。この結果を受け、JOCからやり投げの強化指定選手に誘われたが、細川は野球を続けた。しかし、中学時代までは野球選手としては目立たなかったという。
明秀学園日立高校への進学後、同校野球部監督の金沢成奉から細かい打撃技術の指導を受けて飛距離を伸ばし、2年生に進級した2015年春からベンチ入り。3年春の高校野球フェアでは、打球が開催地・長良川球場の外にある建物の屋根を直撃する本塁打（推定飛距離150 m）を放つなど、6試合で5本塁打を放ったことで一躍注目された。投手としてもストレートで最高球速146 km/hを計測。エースとクリーンアップの「二刀流」で臨んだ3年夏の全国選手権茨城大会では、チームを創部以来初めての決勝進出に導いたが、鈴木昭汰のいた常総学院高校に0-1で敗れ、準優勝。高校通算63本塁打。
明秀日立高校では甲子園球場の全国大会と無縁であったが、2016年10月20日に開催された2016年度NPBドラフト会議で横浜DeNAベイスターズから5巡目指名を受け、契約金3000万円、年俸500万円（金額は推定）の条件で外野手として入団。背番号は52。

### DeNA時代
2017年は、公式戦の開幕を二軍で迎えたが7月13日のフレッシュオールスターゲーム（草薙球場）に、イースタン・リーグ選抜の「7番・右翼手」としてフル出場。同リーグの公式戦では、114試合の出場で規定打席に到達し、打率.201ながら10本塁打、33打点を記録した。シーズンの終了後には、イースタン・リーグのビッグホープ賞（ベースボール・マガジン社制定）と努力賞（日刊スポーツ制定）を受賞した。一軍公式戦にはチームのリーグ戦順位が確定した後の10月3日の対中日ドラゴンズ戦（横浜スタジアム）で「5番・右翼手」として初出場。1回裏二死一・三塁で迎えたプロ初打席で、笠原祥太郎からバックスクリーン直撃の3点本塁打を放ち、公式戦初安打・初本塁打・初打点・初得点を同時に記録した。この本塁打は、日本プロ野球の公式戦では史上61人目の初打席本塁打だが（チームとしては乙坂智が入団3年目の2014年に記録して以来2人目）、高卒の新人選手に限ればチーム史上初、日本プロ野球史上でも6人目であった。また、この本塁打はこの試合の決勝打であり、高卒新人選手が初出場で勝利打点を挙げるのは2リーグ制が始まった1950年以降の公式戦において細川が初めてである。チームのレギュラーシーズン最終戦となった翌4日の同カードにもスタメンで起用されると1-1のスコアで迎えた5回裏の第2打席で決勝の2号ソロ本塁打を記録。2リーグ制以降の公式戦においてデビュー戦から2試合連続で本塁打を放った高卒の新人選手は細川が初めてである。チームがレギュラーシーズン3位で迎えたポストシーズンでも一軍に帯同すると、阪神タイガースとのクライマックスシリーズ（CS）ファーストステージ第1戦（10月14日・阪神甲子園球場）で、8回表に代打としてポストシーズンデビューも果たした（記録は四球）。高卒の新人野手がCSに出場した事例はチーム史上初で、他球団を含めれば2011年の山田哲人（東京ヤクルトスワローズ）以来2人目である。さらに、広島東洋カープとのCSファイナルステージ（MAZDA Zoom-Zoom スタジアム広島）にも、代打で3試合に出場。チームがセントラル・リーグで優勝した1998年シーズン以来19年ぶりの日本シリーズ進出を決めた第5戦（10月24日）では、4回表の打席で大瀬良大地からセンター前への適時打を放った。CSに出場した高卒新人選手が安打と打点を記録した事例は、前述の山田以来2人目である。福岡ソフトバンクホークスとの日本シリーズでも、第1戦（10月28日）の9回表に代打で寺原隼人から中前安打を放つと翌29日の第2戦（いずれも福岡ヤフオク!ドーム）では「8番・指名打者」としてスタメンで出場。シリーズ通算で7打数3安打2四球1打点を記録した。高卒新人野手の日本シリーズ出場は、セ・リーグでは1988年の立浪和義（中日）以来29年ぶり、パ・リーグを含めても2012年の近藤健介（北海道日本ハムファイターズ）以来5年ぶり9人目。高卒の新人野手が日本シリーズ初打席で安打を放った事例や、CSと同シリーズの両方で安打を記録した事例は、いずれも細川が初めてである。日本シリーズの後には、台湾で催されたアジアウインターベースボールリーグ（AWB）にNPBイースタン・リーグ選抜の一員として参加。11月29日の対NPBウエスタン選抜戦と、11月30日の対JABA戦で2試合連続本塁打を放った。

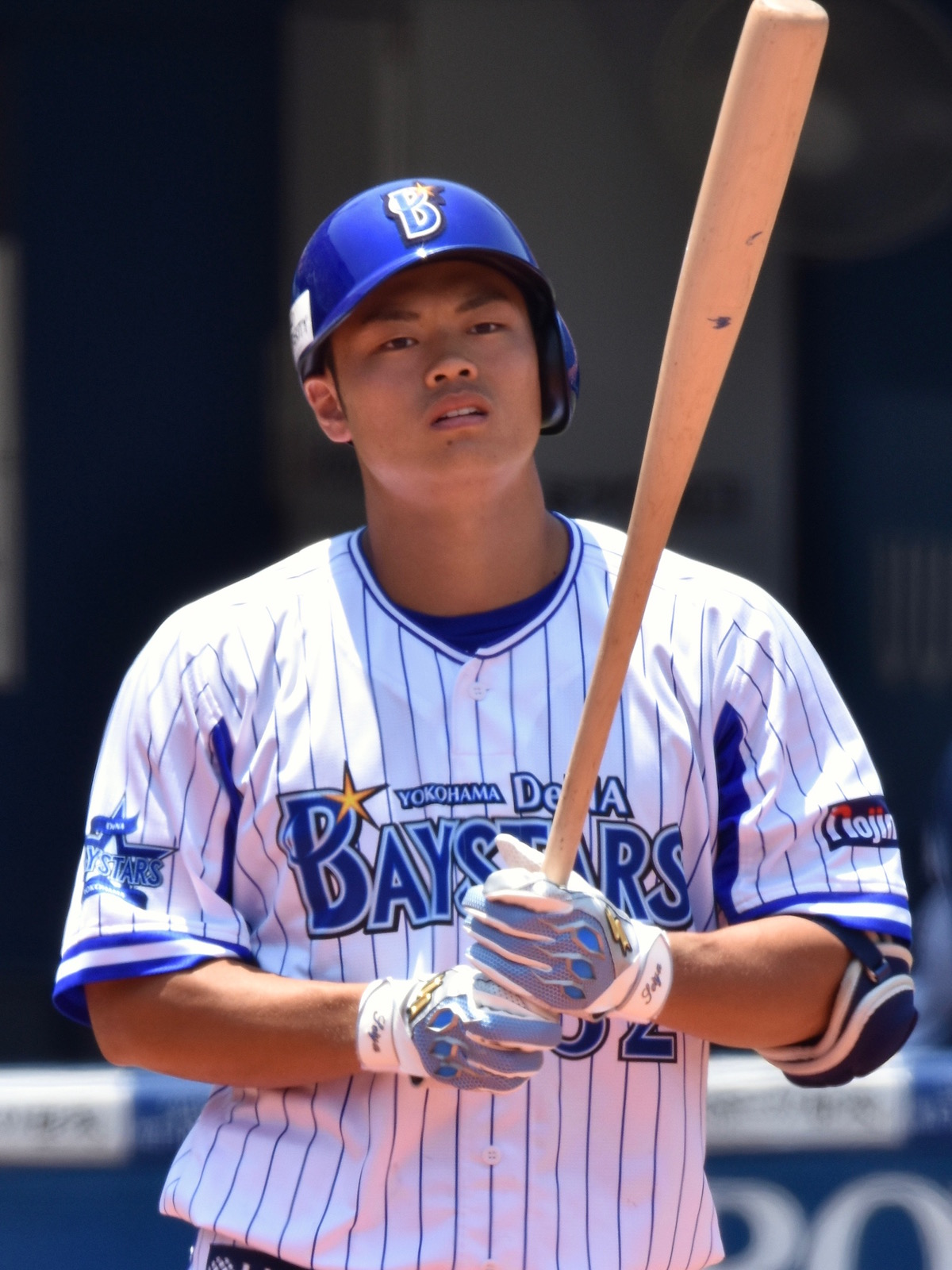
横浜DeNAベイスターズ時代
（2017年6月16日、横浜スタジアムにて）

2年目の2018年以降、二軍では好成績を残しても一軍では思うような成績を残せないシーズンが続いた。同年は前年のレギュラーシーズン最終盤以降の活躍を背景に春季一軍キャンプから一軍の正右翼手候補に挙げられていたが、公式戦を二軍でスタート。イースタン・リーグでも前半戦は三振を重ねるなど振るわず、7月には二軍首脳陣の方針で「強化月間」として一時的に実戦を離れた。実戦復帰後のリーグ戦で2打席連続本塁打を放ったことを背景に、9月11日にシーズン初の出場選手登録。一軍公式戦では11試合の出場で打率が.222にとどまる一方で、本塁打と二塁打を1本ずつ記録した。
2019年は、前年のシーズンに続き、春季一軍キャンプで首脳陣から高い期待を受けていたが、3年連続で開幕を二軍で迎えた。イースタン・リーグ公式戦では、開幕から4番打者に起用されると6月に同リーグのファーム月間MVPを受賞。規定打席未満ながら、チーム最多（リーグ3位）の15本塁打、打率.293の好成績を収めた。一軍公式戦では36試合の出場で、打率.222、1本塁打を記録している。オフに推定年俸880万円で契約を更改した。
2020年は、イースタン・リーグ公式戦のほぼ全試合に4番打者として起用。10・11月期のファーム月間MVPを受賞したほかシーズン全体でも最終規定打席へ到達した末に、最多本塁打（13本）、最多打点（53打点）、最高出塁率（.448）のタイトルを獲得した。打率も.318（リーグ4位）に達したことから、OPSもリーグの最終規定打席到達者としては最も高い.995であったが、一軍公式戦では19試合の出場で1本の本塁打を放つだけにとどまった。最後の2試合は退任するアレックス・ラミレス監督の方針で4番打者を任され、いずれの試合も結果は4打数1安打だった。
2021年は、前年のシーズンの右翼手のレギュラーであるタイラー・オースティンの来日が遅れたことにより、自身初の開幕一軍入りを果たし、穴埋めを期待された。しかし開幕から11打席連続無安打に終わり4月12日に一軍登録を抹消された。その後も代打を中心に自己最多の37試合に起用されたものの、打率は.154、本塁打はキャリア初となる0本に終わり、一軍に定着することができなかった。シーズン終了後には秋季トレーニングには参加せず、球団の了承を得てオースティン、ネフタリ・ソトとともに米国・カリフォルニア州のトレーニング施設で打撃の改善に取り組んだ。
2022年は、開幕一軍を迎えるが、外野争いが熾烈な中で結果が残せず、4月21日に登録抹消される。7月23日の対阪神タイガース戦（阪神甲子園球場）で伊藤将司からシーズン初安打となる1号本塁打を放った。前半戦は16試合の出場で打率.059、1本塁打、1打点と結果を残せず、「オフからやっていることをしっかり継続しながら、プロ6年目なので結果にこだわって、頑張っていきたい」と後半戦に向けて意気込んでいた。しかし、最終的に一軍での安打は前述の本塁打の1本に終わり、18試合に出場し、打率.053の厳しい結果となった。同年オフには戦力外通告を受けるのではないかという不安を抱えていたというが、後述の現役ドラフト前に推定年俸990万円で契約を更改していた。

### 中日時代
2022年12月9日、同年より実施された現役ドラフトで中日ドラゴンズから指名され、移籍した。12月16日に入団会見が行われた。背番号は0。移籍当時、中日の打撃コーチを務めていた和田一浩との出会いが細川の野球人生の転機になったと評されている。
2023年の春季キャンプは一軍スタートとなり、和田と連日マンツーマンで夜間まで打撃練習を行い、間の取り方を重点的に練習した。春季キャンプ中に行われた実戦で3本塁打を打ち、立浪和義監督から春季キャンプのMVPに選ばれた。その後のオープン戦では3月20日時点で打率.154、1本塁打とあまり結果を残せていなかったが、3月25日の千葉ロッテマリーンズとのオープン戦（バンテリンドーム ナゴヤ）で2安打を記録し、開幕一軍に近づいた。

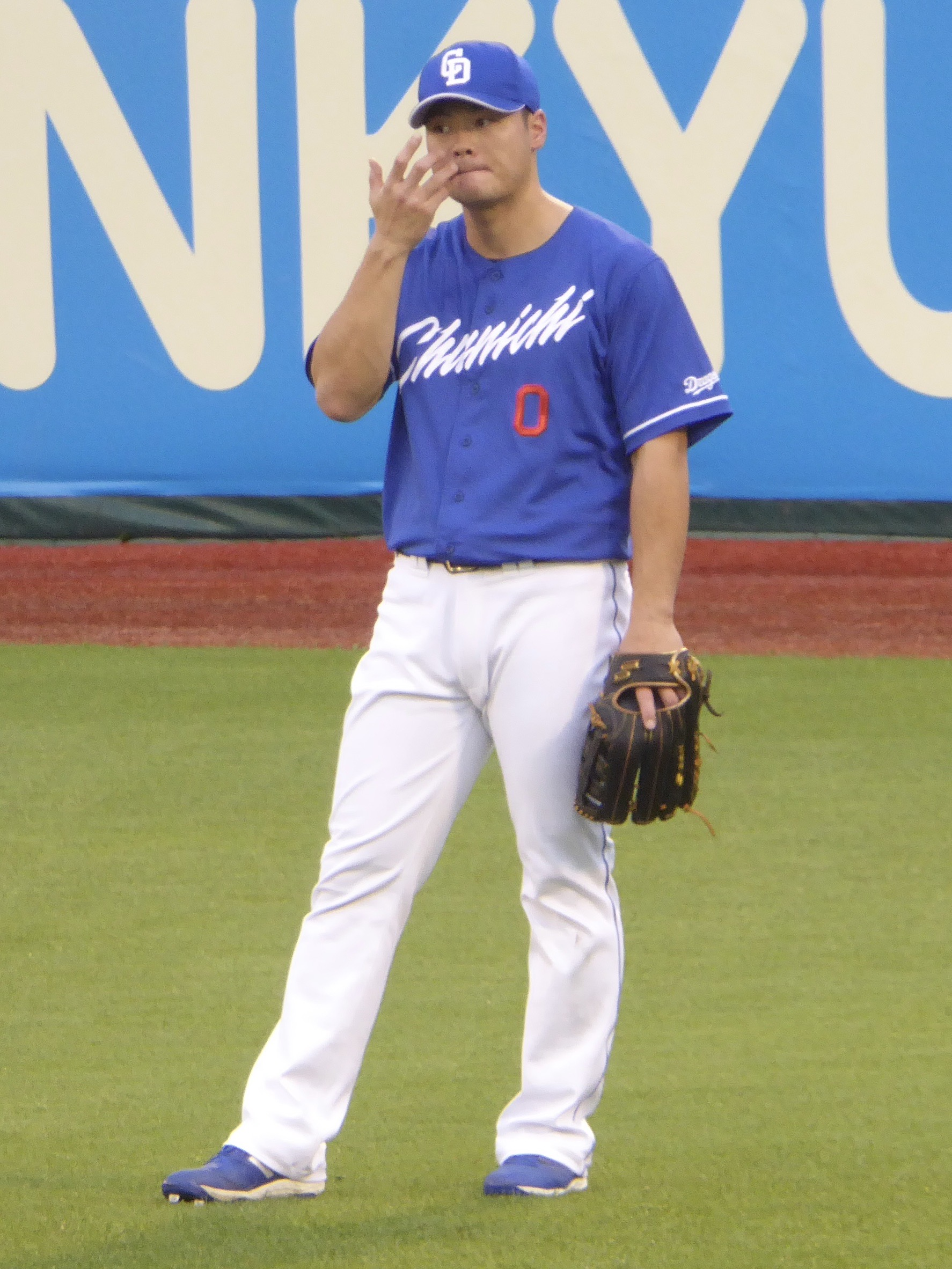
2023年6月10日 楽天モバイルパーク宮城

シーズン開幕を一軍で迎えたが、3月31日の開幕戦にあたる対読売ジャイアンツ戦では出場機会がなかった。それでも、翌日の同カード（東京ドーム）で代打で田中豊樹から移籍後初安打を記録。翌々日はダヤン・ビシエドに代わって「6番・一塁手」として先発出場し、8回に鍵谷陽平から移籍後初打点となる同点適時打を放った。その後は右翼手のレギュラーに定着し、ほとんどの試合で中軸を担い続けた。4月16日の巨人戦（バンテリンドーム ナゴヤ）では2安打2打点を記録し本拠地で初めてヒーローインタビューを受けた。5月5日の対巨人戦（バンテリンドーム ナゴヤ）ではプロ入り後初めてとなる3安打猛打賞を記録。その後も3割を超える打率を記録しながら本塁打を打てていなかったが、5月13日の対東京ヤクルトスワローズ戦（明治神宮野球場）で清水昇から移籍後初本塁打、5月17日の対阪神戦（バンテリンドーム ナゴヤ）で西勇輝から本拠地初本塁打を打った。5月27日のDeNA戦（バンテリンドーム ナゴヤ）では2020年にサイ・ヤング賞を受賞したトレバー・バウアーからプロ入り後初めて1試合2本塁打を放った。5月は25試合に出場して打率.360（リーグ1位）、100打数36安打（リーグ1位）、8二塁打、5本塁打、17打点（リーグ5位）、出塁率.396、長打率.590（リーグ3位）、OPS.986（リーグ3位）を記録。5月度JERAセ・リーグAWARDの月間大賞と、5月度月間MVPセ・リーグ打者部門を受賞した。月間MVPは同じく現役ドラフトで阪神に移籍した大竹耕太郎と共に受賞した。交流戦開幕時点で打率.340、5本塁打、23打点（いずれもチーム1位）を記録していたほか、5月16日の阪神戦（豊橋市民球場）から6月1日の福岡ソフトバンクホークス戦（福岡PayPayドーム）にかけて、14試合連続で安打を記録した。6月8日の対埼玉西武ライオンズ戦（ベルーナドーム）では中日移籍後初めて4番打者に起用され、1回に先制の2点二塁打、7回にソロ本塁打を放つなど3安打3打点を記録。交流戦では打率.277、4本塁打、15打点を記録した。6月27日の対阪神戦（阪神甲子園球場）で西勇輝から2点本塁打を打ち、2桁本塁打に到達。立浪監督が監督通算100勝を達成した7月16日の対阪神戦（阪神甲子園球場）では伊藤将司から12号ソロ本塁打を放った。前半戦は81試合に出場し、打率.285、12本塁打、49打点を記録。本塁打と打点はチーム1位の成績だった。また、監督推薦で初めてオールスターゲームのメンバーに選出されたほか、ファン投票により球団の日本人選手として初めて本塁打競争に出場する選手にも選ばれた。先述の12号本塁打以降は17打席安打が出なかったほか、7月は打率.220と不振に陥った。しかし、そのような中でも和田からは「今までは1軍で出場できないという悩みだったのが、試合に出続けられる中で悩めているんだ。もっとポジティブに行け」と激励を受けており、自身の25歳の誕生日である8月4日に開催された対ヤクルト戦（バンテリンドーム ナゴヤ）では1回に2点適時二塁打、3回に15号2点本塁打、8回に16号2点本塁打を打ち、自己最多となる1試合6打点を記録した。9月2日の広島戦（マツダスタジアム）で4回にシーズン20号本塁打を打ち、中日の日本人選手としては和田と森野将彦が2010年に記録して以来、13年ぶりとなるシーズン20本塁打を達成した。この年はチームが極度の打撃不振に喘いだが、チームトップとなる24本塁打、リーグ5位となる78打点を挙げる活躍を見せた。本人は和田や監督の立浪和義ら首脳陣のサポートが飛躍のきっかけになったと語っており、大竹と並んで前年に初開催された現役ドラフトの成功例として評価された。11月30日に行われた契約更改では、3510万円増となる推定年俸4500万円で更改した。12月8日、背番号を55に変更することが発表された。
2024年は、自身初となる143試合全て出場。4月は2日の対読売ジャイアンツ戦（バンテリンドーム ナゴヤ）で延長11回に中川皓太からこの日まで18打席で無安打だったが、シーズン初安打となる自身初のサヨナラ本塁打、29日の対横浜DeNAベイスターズ戦（バンテリンドーム ナゴヤ）では6回一死満塁の打席で森唯斗から自身初の満塁本塁打を放った。5月16日に3・4月度の「月間スカパーサヨナラ賞」に選出された。7月19日の対巨人戦（バンテリンドーム ナゴヤ）では2回無死無走者の打席で戸郷翔征から本塁打を放って1-0で勝利に貢献し、2022年9月24日（バンテリンドーム ナゴヤ）から続いたチームの戸郷相手の無得点イニングを29回で止めた。9月8日の対広島東洋カープ戦（マツダスタジアム）では1回一死三塁の打席で玉村昇悟から2点本塁打を放ち、球団で14年ぶりとなる2年連続シーズン20本塁打を記録した。最終的にチームトップとなる打率.292、23本塁打、67打点の成績でシーズンを終えた。オフには4700万円増の推定年俸9200万円で契約を更改した。
2025年は、3月に開催されたラグザス 侍ジャパンシリーズ2025のオランダ代表戦（強化試合）で日本代表に初選出される。レギュラーシーズンは開幕から5月5日までの全30試合に出場し、打率.191、2本塁打、7打点を記録していたが、5月5日のDeNA戦の5回の打席で一塁への走塁時に右脚を負傷し、途中交代した。同日に「右ハムストリングスのコンディション不良」と診断された。

## 選手としての特徴
打撃フォームは極端なオープンスタンスでバットを上段に構え、小刻みに揺らしながらタイミングをとり、そこからフルスイングするのが特徴。中日OBで当時の打撃コーチでもある和田一浩に似ていると評される。和田一浩打撃コーチは大きく足を上げる際に頭が上下に動く癖があると指摘している。そのため、状況に応じてノーステップ打法も取り入れている。
高校時代に対外試合で通算63本塁打を記録したことから「茨城の中田翔」「ハマのカブレラ」の異名を持つ。DeNAへの入団後は筒香嘉智を「憧れの選手」に挙げている。イースタン・リーグ公式戦でも、1年目から本塁打率やOPSが年々上昇していて、最多本塁打のタイトルを初めて獲得した4年目（2020年）には本塁打率が16.5（214打数で13本塁打）に達した。
手動計測ながら50m走6秒2の俊足と遠投100mの強肩の持ち主でもある。DeNA入団直後の筋力測定では、ベンチプレスで130kg、スクワットで230kgを持ち上げるなど、直近30年間に高校から入団した新人選手としては最高の数値を記録。入団1年目の春季キャンプでは、アレックス・ラミレスから「体格やパワーは18歳に思えない」との評価を受けた。
DeNAへの入団当初は、バッティングにストレートへの強さが見られた一方で、緩い変化球への対応に苦慮していた。2年目の「強化月間」を境に、投球をなるべく身体の近くまで引き付けたうえで、逆方向へ打球を放てるように意識している。4年目にイースタン・リーグ打撃三部門のタイトルを独占したことを受けて臨んだ表彰式では、「チームに大きく貢献できた結果として、最多打点のタイトルを獲得できたことが最も嬉しい」と語っている。

## 人物
愛称は「ホソ」、「たかし（同姓の歌手・細川たかしから）」。
2歳年下の実弟・拓哉も成也に続き、明秀学園日立高校へ入学後、硬式野球部へ所属していた。ポジションは投手で、3年生だった2018年春の第90回選抜高等学校野球大会でチームとして春夏通じ、初の甲子園出場に導いた。この大会では3回戦で大阪桐蔭高校に敗退したものの、9回表の打席で根尾昂からソロ本塁打を放ち、チームの完封負けを阻止した。その年の秋にプロ志望届を日本学生野球協会へ提出したが、提出後の2018年度NPBドラフト会議でどの球団からも指名されなかったため、2019年からは東北福祉大学硬式野球部、2023年からはトヨタ自動車でプレーを続けている。なお成也は2023年の中日移籍後から根尾とチームメイトになっているが、周囲からはDeNA時代から顔が根尾に似ていると言われていたという。
叔父は日本競輪選手会神奈川支部に所属していた元競輪選手の細川洋。成也がDeNAに入団してからは、NPBのシーズン終了後に自転車を使ったトレーニングを成也に指導したこともある。

## 詳細情報

### 年度別打撃成績
| 年 度     | 球 団     | 試 合 | 打 席 | 打 数 | 得 点 | 安 打 | 二 塁 打 | 三 塁 打 | 本 塁 打 | 塁 打 | 打 点 | 盗 塁 | 盗 塁 死 | 犠 打 | 犠 飛 | 四 球 | 敬 遠 | 死 球 | 三 振 | 併 殺 打 | 打 率 | 出 塁 率 | 長 打 率 | O P S |
| --------- | --------- | ----- | ----- | ----- | ----- | ----- | -------- | -------- | -------- | ----- | ----- | ----- | -------- | ----- | ----- | ----- | ----- | ----- | ----- | -------- | ----- | -------- | -------- | ----- |
| 2017      | DeNA      | 2     | 6     | 5     | 2     | 2     | 0        | 0        | 2        | 8     | 4     | 0     | 0        | 0     | 0     | 1     | 0     | 0     | 3     | 0        | .400  | .500     | 1.600    | 2.100 |
| 2018      | DeNA      | 11    | 22    | 18    | 2     | 4     | 1        | 0        | 1        | 8     | 2     | 0     | 0        | 0     | 0     | 3     | 0     | 1     | 11    | 0        | .222  | .364     | .444     | .808  |
| 2019      | DeNA      | 36    | 83    | 72    | 9     | 16    | 2        | 0        | 1        | 21    | 10    | 0     | 0        | 0     | 1     | 8     | 0     | 2     | 24    | 1        | .222  | .313     | .292     | .605  |
| 2020      | DeNA      | 19    | 54    | 51    | 6     | 12    | 2        | 0        | 1        | 17    | 1     | 1     | 0        | 0     | 0     | 2     | 0     | 1     | 20    | 1        | .235  | .278     | .333     | .611  |
| 2021      | DeNA      | 37    | 44    | 39    | 3     | 6     | 1        | 0        | 0        | 7     | 1     | 0     | 0        | 0     | 0     | 3     | 0     | 2     | 13    | 0        | .154  | .250     | .179     | .429  |
| 2022      | DeNA      | 18    | 20    | 19    | 1     | 1     | 0        | 0        | 1        | 4     | 1     | 0     | 0        | 0     | 0     | 1     | 0     | 0     | 9     | 0        | .053  | .100     | .211     | .311  |
| 2023      | 中日      | 140   | 576   | 518   | 62    | 131   | 30       | 1        | 24       | 235   | 78    | 0     | 0        | 0     | 1     | 49    | 3     | 8     | 161   | 17       | .253  | .326     | .454     | .780  |
| 2024      | 中日      | 143   | 600   | 534   | 59    | 156   | 30       | 0        | 23       | 255   | 67    | 0     | 1        | 0     | 1     | 60    | 3     | 5     | 159   | 13       | .292  | .368     | .478     | .846  |
| 通算：8年 | 通算：8年 | 406   | 1405  | 1256  | 144   | 328   | 66       | 1        | 53       | 555   | 164   | 1     | 1        | 0     | 3     | 127   | 6     | 19    | 400   | 32       | .261  | .337     | .442     | .779  |

- 2024年度シーズン終了時
- 各年度の太字はリーグ最高

### 年度別打撃成績所属リーグ内順位
| 年 度 | 年 齢 | リ ｜ グ   | 打 率 | 安 打 | 二 塁 打 | 三 塁 打 | 本 塁 打 | 打 点 | 出 塁 率 | 四 球 |
| ----- | ----- | ---------- | ----- | ----- | -------- | -------- | -------- | ----- | -------- | ----- |
| 2017  | 19    | セ・リーグ | -     | -     | -        | -        | -        | -     | -        | -     |
| 2018  | 20    | セ・リーグ | -     | -     | -        | -        | -        | -     | -        | -     |
| 2019  | 21    | セ・リーグ | -     | -     | -        | -        | -        | -     | -        | -     |
| 2020  | 22    | セ・リーグ | -     | -     | -        | -        | -        | -     | -        | -     |
| 2021  | 23    | セ・リーグ | -     | -     | -        | -        | -        | -     | -        | -     |
| 2022  | 24    | セ・リーグ | -     | -     | -        | -        | -        | -     | -        | -     |
| 2023  | 25    | セ・リーグ | -     | -     | 4位      | -        | 4位      | 5位   | -        | 8位   |
| 2024  | 26    | セ・リーグ | 4位   | 4位   | 5位      | -        | 4位      | 10位  | 5位      | 5位   |

- 太字年度は規定打席到達年度
- -は10位未満（打率、出塁率は規定打席未到達の場合も-と表記）

### 年度別守備成績
| 年 度 | 球 団 | 一塁  | 一塁  | 一塁  | 一塁  | 一塁  | 一塁     | 外野  | 外野  | 外野  | 外野  | 外野  | 外野     |
| 年 度 | 球 団 | 試 合 | 刺 殺 | 補 殺 | 失 策 | 併 殺 | 守 備 率 | 試 合 | 刺 殺 | 補 殺 | 失 策 | 併 殺 | 守 備 率 |
| ----- | ----- | ----- | ----- | ----- | ----- | ----- | -------- | ----- | ----- | ----- | ----- | ----- | -------- |
| 2017  | DeNA  | -     | -     | -     | -     | -     | -        | 2     | 3     | 0     | 0     | 0     | 1.000    |
| 2018  | DeNA  | -     | -     | -     | -     | -     | -        | 9     | 10    | 0     | 0     | 0     | 1.000    |
| 2019  | DeNA  | -     | -     | -     | -     | -     | -        | 20    | 28    | 2     | 1     | 0     | .968     |
| 2020  | DeNA  | -     | -     | -     | -     | -     | -        | 15    | 21    | 1     | 0     | 0     | 1.000    |
| 2021  | DeNA  | -     | -     | -     | -     | -     | -        | 10    | 11    | 0     | 0     | 0     | 1.000    |
| 2022  | DeNA  | -     | -     | -     | -     | -     | -        | 2     | 2     | 0     | 0     | 0     | 1.000    |
| 2023  | 中日  | 28    | 220   | 21    | 3     | 21    | .988     | 116   | 178   | 3     | 1     | 0     | .995     |
| 2024  | 中日  | -     | -     | -     | -     | -     | -        | 141   | 243   | 6     | 4     | 1     | .984     |
| 通算  | 通算  | 28    | 220   | 21    | 3     | 21    | .988     | 415   | 496   | 12    | 6     | 1     | .988     |

- 2024年度シーズン終了時
- 各年度の太字はリーグ最高

### 表彰
- ベストナイン：1回（外野手部門：2024年）
- 月間MVP：2回（打者部門：2023年5月[75]、2025年7月[131]）
- 月間JERAセ・リーグAWARD：1回（2023年5月）
- 月間サヨナラ賞：1回（2024年3・4月[100][132]）

### 記録
初記録
- 初出場・初先発出場：2017年10月3日、対中日ドラゴンズ24回戦（横浜スタジアム）、「5番・右翼手」で先発出場
- 初打席・初安打・初本塁打・初打点：同上、1回裏に笠原祥太郎から中越3ラン
- 初盗塁：2020年8月27日、対広島東洋カープ14回戦（横浜スタジアム）、4回裏に二盗[133]（投手：クリス・ジョンソン 、捕手：石原慶幸）[134][135]

その他の記録
- 初打席本塁打 ※史上61人目[19]
- オールスターゲーム出場：2回（2023年、2024年）

### 背番号
- 52（2017年[15] - 2022年）
- 0（2023年[51]）
- 55（2024年[95] - ）

### 登場曲
- 「New Thang」Redfoo（2017年[136]、2018年[137]）
- 「Medal」Jim Johnston（2019年[138]、2020年[139]）
- 「Lean On」Major Lazer＆DJ Snake（2019年[138]、2020年[139]）
- 「Inside the Lines (feat. Casso)」Mike Perry（2020年）[139]
- 「CHOCOLATE」ちゃんみな（2021年）[140]
- 「Wicked Wonderland」Martin Tungevaag（英語版）（2021年）[140]
- 「The Beginning」ONE OK ROCK（2021年）[141]
- 「Hello(feat.A Boogie wit da Hoodie)」Pop Smoke（2022年）[142]
- 「やんちゃ坊主」強（2022年 -2025年途中 ）[143][144]
- 「Delusion:All」ONE OK ROCK（2025年途中 -）